# Rijksgraafschap Wittem
Wittem was een tot de Nederrijns-Westfaalse Kreits behorende heerlijkheid, later rijksgraafschap binnen het Heilige Roomse Rijk. Kern van de heerlijkheid vormde het kasteel Wittem met een aantal daar omheen liggende dorpen, na de opheffing van het rijksgraafschap gelegen in de Nederlands-Limburgse gemeente Wittem (vanaf 1999 Gulpen-Wittem).

## Geschiedenis

### Middeleeuwen: de heerlijkheid onder de geslachten Julémont en Corsselaar
Wittem was oorspronkelijk een leen van het hertogdom Limburg en behoorde omstreeks het jaar 1100 toe aan Thibald van Voeren en zijn echtgenote Guda van Valkenburg. Thibald wordt gezien als eerste heer van Valkenburg, dus wellicht hoorde Wittem toen bij het land van Valkenburg. Guda trok zich na het overlijden van haar man in 1106 terug in de abdij Sint-Jacob te Luik en vermaakte in 1125 bij testament Wittem aan de Luikse abdij. Of er toen al een kasteel was te Wittem is niet zeker.
In 1206 verwierf Willem van Julémont de heerlijkheid van de Sint-Jacobsabdij. Het geslacht Julémont, dat behoorde tot de ridderclan der Scavendriesen, zou het kasteel en de heerlijkheid bijna anderhalve eeuw (tot 1344) in bezit hebben. Arnold I van Julémont werd in 1268 gevangengenomen in Keulen, bij een mislukte ontzettingspoging van bisschop Engelbert II van Valkenburg. In de Limburgse Successieoorlog koos hij, als enige Scavendries, de zijde van Brabant. Na de Slag bij Woeringen, waaruit Brabant als overwinnaar tevoorschijn kwam, ontving Arnold II de heerlijkheid Epen van de hertog van Brabant. Waarschijnlijk verwierf hij ook Gulpen en bouwde hij kasteel Neubourg, nadat de oude burcht van de Scavendriesen,  het mottekasteel Gracht Burggraaf, was verwoest.
In de eerste helft van de veertiende eeuw verwierf Johan I Corsselaar Wittem. Deze Johan was een bastaardzoon van hertog Jan II van Brabant en diens maîtresse Catharina Corsselaar. Johan I van Corsselaar was gehuwd met Catharina van Holsit (Holset?), dochter van Thomas I van Holsit uit het geslacht Julémont. Hij kocht in 1344 het Kasteel Wittem voor 2.300 gulden van Gerard van Julémont, zoon van Arnold II en een verwant van Johans echtgenote. In 1352 verwierf hij de helft van de dorpen Mechelen en Wahlwiller van Philippa, vrouwe van Valkenburg en Montjoie, en in 1356 de andere helft van de hertog van Brabant en Limburg. In 1365 volgde een deel van Nijswiller en in 1369 wordt de heerlijkheid Eys een leen van Wittem. Door het (tweede) huwelijk van Johan I Corsselaar met Amalberga van Duivenvoorde-Wassenaer kwam ook de heerlijkheid Boutersem in zijn bezit (in 1395 deelde de dynastie Corsselaar zich in een Wittemse tak en een Boutersemse).
Ook Johan II Corsselaar van Wittem en zijn zoon Johan III stonden in hoog aanzien bij de Brabantse hertogen. In 1383 werd Johan II raadsheer van Johanna van Brabant en in 1385 werd hem als drost van Brabant de verdediging van 's-Hertogenbosch opgedragen. Johan III werd door hertog Anton van Bourgondië in 1406 benoemd tot kastelein en drost van het land van Valkenburg. Van 1428-43 was hij hoogschout voor Brabant in het tweeherige Maastricht. Jan III vernieuwde tevens het kasteel Wittem. Zijn opvolger Frederik Corsselaar was, behalve heer van Wittem, vanaf 1445 erfmaarschalk van Limburg, vanaf 1452 slotvoogd van Dalhem, een jaar later drossaard van Valkenburg, en vanaf 1463 hoogschout van Brabantse zijde te Maastricht. Hij was in 1454 tegenwoordig op het bekende Banket van de Fazant plaats, waarop Philips van Bourgondië tot de kruistocht tegen de Turken opriep. Omstreeks 1466 verkocht hij de heerlijkheid aan Dirk van Pallandt.

### De heerlijkheid Wittem onder het huis Pallandt
Dirk van Pallandt was de eerste heer van Wittem uit het huis van Pallandt. Hij was tot 1463 ook hoogschout van Brabantse zijde te Maastricht geweest, en kocht in 1467 het drostambt van het Land van Valkenburg. Als trouw leenman van Karel de Stoute streed hij in 1471 mee tegen de koning van Frankrijk. In 1481 werd hij met veel pracht en praal in Valkenburg begraven. Omdat zijn zoon Johan nog minderjarig is, treedt Edmund II van Pallandt tot 1493 op als voogd. In 1495 huwt hij Anna van Culemborg, waarmee de familie van Pallandt het graafschap Culemborg verwerft. Ook Johan betoont zich een trouw vazal van de Habsburgers door Maximiliaan van Oostenrijk te steunen in de strijd tegen Gelre. Na Johans overlijden in 1515 wordt hij opgevolgd door zijn enige zoon Gerard van Pallant, die echter wegens minderjarigheid pas in 1525 de eed kan afleggen.
Ondertussen was de heerlijkheid Wittem in 1520 verheven tot vrijheerlijkheid, wellicht een beloning voor de overnachting van keizer Karel V op kasteel Wittem in oktober 1520, toen hij op weg was naar zijn keizerskroning in Aken. Na de dood van Gerard in 1540 verviel zijn weduwe, Margaretha van Lalaing, die met 10 kinderen achterbleef, tot waanzin. Het 3-jarige zoontje Floris werd om die reden opgevoed aan het hof van de landvoogdes Maria van Hongarije. Bij zijn meerderjarigheid in 1555 erfde hij Culemborg en werd aldaar als eerste graaf van Culemborg ingehuldigd. In 1566 was hij mede-ontwerper van het Smeekschrift der Edelen, dat in zijn vorstelijke woning te Brussel werd opgesteld. De hertog van Alva was hierover zo verbolgen, dat hij het huis met de grond gelijk liet maken, waarbij voor het eerst de kreet "Vivent les gueux" klonk. Vanaf dat moment was Floris openlijk calvinist en liet hij in Culemborg de nieuwe leer prediken. Toen Alva hem voor de Raad van Beroerten ter verantwoording riep, nam de graaf de vlucht. In 1568 nam Alva Culemborg en Wittem in beslag. Floris' zoon Floris II van Pallandt werd protestants opgevoed en huwde in 1601 Catharina van den Berg, een nicht van Willem de Zwijger. In 1604 volgde een verzoening tussen Floris II en de regering in Brussel en kon hij terugkeren naar zijn bezittingen.

### Wittem onder het huis Waldeck-Eisenberg
Floris II overleed kinderloos in 1639 en liet Wittem, het graafschap Culemborg en de heerlijkheid Werth na aan een nakomeling van zijn zuster Elisabeth: Philip Theodoor van Waldeck-Eisenberg. Deze werd na zijn dood in 1645 opgevolgd door zijn zoon Hendrik Walraad van Waldeck-Eisenberg. Deze zoon was in 1642 te Culemborg geboren en dus nog minderjarig. Een broer van zijn vader, Georg Frederik van Waldeck-Eisenberg werd daarom regent voor zijn neef. Hendrik Walraad overleed op 32-jarige leeftijd zonder nakomelingen in 1664. Zijn oom Georg Frederik volgde hem op in zijn bezittingen. Georg Frederik werd op 27 juni 1682 door de keizer tot rijksvorst verheven. Bij gebrek aan mannelijke nakomelingen werd vorst George Frederik van Waleck-Eisenberg na zijn dood in 1692 in Wittem opgevolgd door zijn dochter Albertine Elisabeth (1664-1727). Culemborg en Werth vielen aan een andere dochter, Louise Anna. Albertine Elisabeth verkocht Wittem in 1717 aan baron Joseph Adolf van Pretlack.

### Het rijksgraafschap Wittem onder het huis Plettenberg
Op 11 juli 1722 werd heel Wittem aan Ferdinand Adolf van Plettenberg verkocht. Plettenberg kon het allemaal kopen dankzij zijn succesvolle tijd als diplomaat. Hij was als diplomaat en adviseur in dienst van de keurvorst van Keulen Hij ontving voor al zijn werk grote geldbedragen. Deze diplomaat kocht graag complete dorpen en landerijen en zo kwam hij ook in Zuid-Limburg terecht. Op het moment dat Van Plettenberg Wittem kocht, bezat hij al een groot kasteel in Duitsland. In 1732 werd Wittem (daar hoorde toen ook Mechelen, Epen, Wahlwiller, Nijswiller bij) verheven tot rijksgraafschap. Na deze belangrijke gebeurtenis kocht hij nog veel meer heerlijkheden in Zuid-Limburg (zoals Gulpen en Slenaken) en aldus kwam een groot deel van de streek rondom Wittem in zijn bezit.
Toen Frans Jozef alle bezittingen van zijn vader erfde ging het goed mis. Door de enorme bedragen die Ferdinand Adolf van Plettenberg had uitgegeven waren de schulden en de hypotheken hoog opgelopen. Frans Jozef probeerde er alles aan te doen om niks van zijn bezittingen te hoeven verkopen maar tevergeefs. In 1769 werd Gulpen verkocht en in 1771 Slenaken. Al die tijd bleef Wittem wel in het bezit van de Van Plettenbergs. In 1779 overleed Frans Jozef van Plettenberg en zijn kleinzoon Maximiliaan Frederik erfde alles wat er nog over was van de landerijen in Wittem. Zijn beide zoons waren al eerder overleden.

### Het einde van het rijksgraafschap
In 1794 kwam Wittem onder Frans bestuur en een paar jaar later hoorde het officieel bij het Franse Keizerrijk van Napoleon. Hiermee hield Wittem op rijksgraafschap te zijn. In de Reichsdeputationshauptschluss van 25 februari 1803 worden in paragraaf 24 Wittem en Eys vermeld: als schadeloosstelling voor het verlies het Rijksgraafschap Wittem worden de graven van Plettenberg in het bezit gesteld van de dorpen Mietingen en Sulmingen, die tot dan toebehoorden aan de abdij Heggbach. De graaf van Plettenberg-Wittem werd daardoor graaf van Plettenberg-Mietingen.

## Lijst van heren van Wittem
| regering              | naam                                      | geboren   | overleden   | familie                             |
| --------------------- | ----------------------------------------- | --------- | ----------- | ----------------------------------- |
| 1206 - ?              | Willem (Wychem) van Julémont              |           |             |                                     |
|                       | Arnold I van Julémont                     |           |             |                                     |
| ca. 1288              | Arnold II van Julémont                    |           |             | zoon                                |
| ca. 1322              | Arnold III van Julémont                   |           |             | zoon                                |
| ? - 1344              | Gerard van Julémont                       |           |             |                                     |
| 1344 - 1371           | Johan I Corsselaar van Wittem             | 1310      | 1371        | schoonfamilie? (aankoop)            |
| 1371 - 1405           | Johan II Corsselaar van Wittem            | 1340      | 1405        | zoon                                |
| 1405 - 1443           | Johan III Corsselaar van Wittem           | 1365      | 26 mei 1443 | zoon                                |
| 1443 - 1444           | Hendrik I Corsselaar van Wittem           | 1375      | 1444        | halfbroer                           |
| 1444 - ? (ca. 1470)   | Frederik Corsselaar van Wittem            |           | 1488        | ?                                   |
| ? - 1481              | Dirk van Pallandt                         |           | 1481        | schoonbroer van Johan III (aankoop) |
| 1481 - 1514           | Johan van Pallandt                        | ca. 1475  | 1514        | zoon                                |
| 1514 - 1540           | Gerard van Pallandt                       | ca. 1510  | 1540        | zoon                                |
| 1540 - 1598           | Floris I van Pallandt                     | 1537      | 1598        | zoon                                |
| 1598 - 1639           | Floris II van Pallandt                    | 1578      | 1639        | zoon                                |
| 1639-1645             | Philip Theodoor van Waldeck-Eisenberg     | 2-11-1614 | 7-12-1645   | zoon van Anna van Baden-Durlach     |
| 1645-1664             | Hendrik Walraad van Waldeck-Eisenberg     | 28-3-1642 | 15-7-1664   | zoon                                |
| 1664-1692             | George Frederik van Waldeck-Eisenberg     | 31-1-1620 | 19-11-1692  | oom (broer van vader)               |
| 1692 - 1717 (verkoop) | Albertine Elizabeth van Waldeck-Eisenberg | 9-2-1664  | 1-11-1727   | dochter                             |
| 1717-1720             | Joseph Adolf von Pretlack                 |           |             | geen (aankoop)                      |
| 1720 - 1722           | Carl Gottfried van Giech                  | 30-7-1670 | 24-8-1729   | geen (aankoop)                      |
| 1722 - 1737           | Ferdinand Adolf van Plettenberg           | 25-7-1690 | 18-3-1737   | geen (aankoop)                      |
| 1737 - 1779           | Frans Jozef van Plettenberg               | 17-3-1714 | 19-4-1779   | zoon                                |
| 1779 - 1794           | Maximiliaan Frederik                      | 20-1-1771 | 2-9-1813    | kleinzoon                           |